# Azul YInMn
El azul YInMn, nombrado por los símbolos químicos del itrio (Y), del indio (In) y del manganeso (Mn), también conocido como azul de Oregón o azul Yin Min, es un pigmento azul inorgánico que fue descubierto accidentalmente por el profesor Mas Subramanian y su entonces estudiante universitario Andrew E. Smith en la Universidad Estatal de Oregón en 2009. Es el primer pigmento azul inorgánico descubierto en 200 años, desde que se identificó el azul de cobalto en 1802.
El compuesto tiene una estructura bipiramidal trigonal única, y posteriores investigaciones han descubierto que puede ser modificado para crear pigmentos verdes, púrpuras y naranjas.

## Descubrimiento
En 2008, Subramanian recibió una beca de la National Science Foundation para explorar materiales novedosos para aplicaciones electrónicas. En el marco de este proyecto, se interesó especialmente en la síntesis de multiferroicos basados en óxidos de manganeso. Dirigió a Andrew E. Smith, un estudiante de posgrado en su laboratorio, para sintetizar una solución sólida de óxido entre YInO3 (un material ferroeléctrico) y el YMnO3 (un material antiferromagnético) a 1.093 °C (2.000 °F). El compuesto resultante no era un multiferroico efectivo, sino un material azul vibrante. Gracias a la experiencia de Subramanian en la compañía DuPont, reconoció el uso potencial del compuesto como pigmento azul y presentó una divulgación de la patente que cubría la invención. Después de publicar sus resultados, la empresa Shepherd Color Company se puso en contacto con Subramanian para una posible colaboración en los esfuerzos de comercialización.
El pigmento es notable por su vibrante y casi perfecto color azul y su inusualmente alta reflectancia NIR.
El color puede ajustarse variando la proporción In/Mn en la fórmula base del pigmento de YIn1-xMnxO3, pero el pigmento más azul, YIn0.8Mn0.2O3, tiene un color comparable a los pigmentos estándar de azul cobalto CoAl2O4.

## Propiedades y preparación
El azul YinMn es químicamente estable, no se desvanece y no es tóxico. Es más duradero que los pigmentos azules alternativos como el azul ultramarino o el azul de Prusia, conservando su color vibrante en el aceite y el agua, y es más seguro que el azul de cobalto, que es un presunto cancerígeno y puede causar envenenamiento por cobalto. Además, la radiación infrarroja es altamente reflejada por el Azul YInMn, lo que hace que este pigmento sea adecuado para revestimientos fríos que ahorren energía. Puede prepararse calentando los óxidos de los elementos itrio, indio y manganeso a una temperatura de aproximadamente 1.200 °C (2.200 °F).

## Comercialización

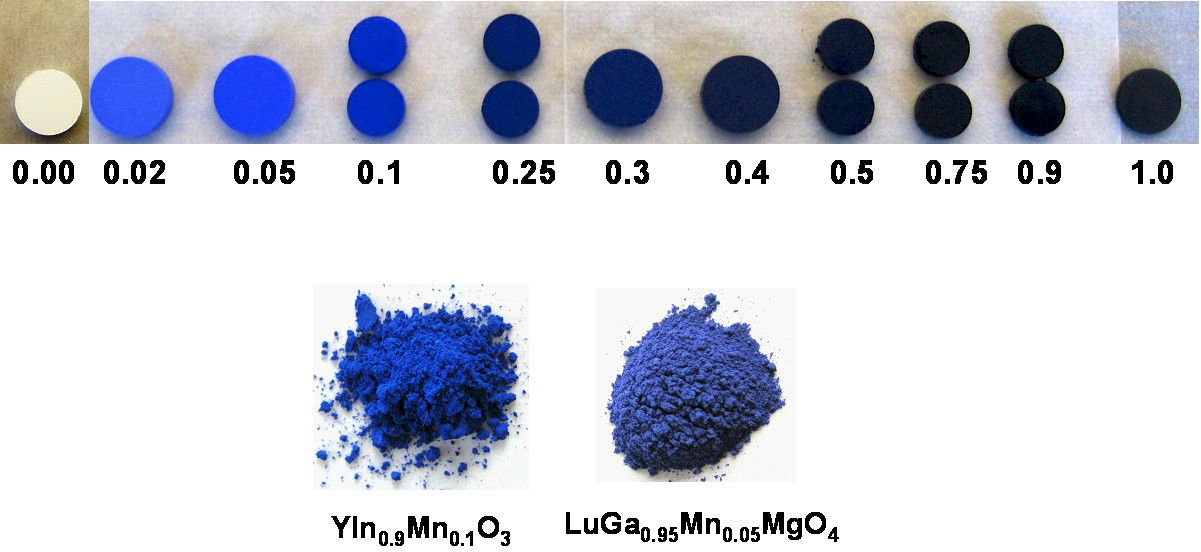
Variaciones del pigmento según el ratio In/Mn.

Después de que Subramanian y sus colegas publicaron sus resultados, las empresas comenzaron a preguntar sobre los usos comerciales. La empresa Shepherd Color Company finalmente ganó la licencia para comercializar el pigmento en mayo de 2015.
En junio de 2016, una empresa australiana, Derivan, publicó experimentos utilizando YInMn dentro de su gama de artistas (acrílicos Matisse), y posteriormente lanzó el pigmento a la venta.
AMD anunció en julio de 2016 que el pigmento se utilizaría en las nuevas GPU profesionales Radeon Pro WX y Pro SSG por la eficiencia energética que se deriva de su propiedad de reflejar el infrarrojo cercano.
La compañía americana de suministros de arte Crayola anunció en mayo de 2017 que planeaba reemplazar su color de diente de león retirado (un amarillo) por un nuevo color "inspirado en" YInMn, pero que no contiene YInMn. Crayola organizó un concurso de ideas de nombres más pronunciables y anunció el nuevo nombre del color, "Bluetiful", el 14 de septiembre de 2017. El nuevo color del crayón ha estado disponible desde finales de 2017. 